# 三線波魚
三線波魚，又稱斑尾波魚為輻鰭魚綱鯉形目鯉科的一個種。

## 分布
本魚分布於寮國、柬埔寨、泰國、馬來西亞、印尼蘇門答臘的溪流。

## 特徵
本魚尾鰭呈深叉型，在初成魚身上有醒目的黑白斑紋。體色呈灰綠色，腹部是明亮的銀白色。雌魚體圍明顯大於雄魚，繁殖期雄魚顏色更深。背鰭軟條9枚;臀鰭軟條8枚。體長可達13公分。

## 生態
本魚棲息於湖、氾濫地區或流動緩慢的河流，屬雜食性，以昆蟲、蠕蟲與甲殼動物等為食，性情溫和，喜群游。

## 經濟利用
為觀賞性魚類。